# Olof Kajbjer
Olof Kajbjer, ps. „olofmeister” (ur. 31 stycznia 1992) – szwedzki zawodowy gracz Counter-Strike: Global Offensive, grający dla Faze Clanu (po przerwie od gry wrócił do głównego składu po transferze NiKo do G2. Wcześniej reprezentował takie formacje jak H2K, Absolute Legends, LGB eSports, Fnatic. Olofmeister uważany jest za jednego z najlepszych graczy w historii Counter-Strike’a. Wygrał dwa turnieje rangi Major (ESL One Katowice 2015 i ESL One Cologne 2015).

## Wczesne życie
Olof dorastał w Tyresö. Ma brata Markusa i siostrę Lindę. W wieku czterech lat zainteresował się piłką nożną i pozostał aktywny w tym sporcie do czasu, gdy w wieku 15 lat doznał kontuzji kolana. Przez kontuzję zaczął więcej grać w Counter-Strike’a i zaczął poważnie traktować tę grę.

## Kariera

### 2012-2013
Szwed rozpoczął karierę w Absolute Legends i H2k. W czerwcu 2013 roku dołączył do LGB eSports, gdzie zaczął zdobywać coraz większe uznanie. Największy sukces odnieśli na ESL One Katowice 2014, gdzie zajęli 3/4 miejsce po przegranej z Virtus.pro.

### 2014
Wraz z kolegą z drużyny, Freddym „KRIMZ” Johanssonem, Kajbjer opuścił LGB i dołączył do Fnatic w czerwcu 2014 roku. Drużyna po tej zmianie nabrała rozpędu, zajmując drugie miejsce na ESL One Cologne 2014. Podczas jednego z meczów w tym turnieju, gdy podejmowali Dignitas, na mapie de_overpass, Olof zyskał popularność, rozbrajając bombę na milisekundy, zanim zabił go koktajl Mołotowa. Następnie na mapie pojawiło się pamiątkowe graffiti, które upamiętniło tę akcję. W kolejnych miesiącach Fnatic wspięło się na wyżyny, wygrywając DreamHack Winter 2014. W trakcie trwania tego turnieju, podczas pojedynku z LDLC, Olofmeister znalazł się w centrum kontrowersji, po tym jak użył tzw. pixelboostingu, czyli zakazanej pozycji. Dzięki temu błędu, Fnatic powróciło do meczu i ostatecznie go zwyciężyło. LDLC złożyło skargę do organizatora, w której stwierdzono, że mecz musi zostać powtórzony. Organizator orzekł, że należy powtórzyć pojedynek, jednak Fnatic zrezygnowało z gry i wycofało się z turnieju.
Po tym wydarzeniu, Olofmeister i KRIMZ rozważali opuszczenie Fnatic, jednak nie dokonali tego, bowiem wygrali ESEA Invite Season 17 Global Finals.

### 2015
W lutym Fnatic wygrało turniej iOS Pantamera, gdzie pokonali Titan eSports w wielkim finale. W marcu Szwedzi sięgnęli po puchar ESL One Katowice 2015. W sierpniu Fnatic zostało pierwszą drużyną, która dwa razy z rzędu wygrała turniej rangi Major. Na kolejnym Majorze, jakim był DreamHack Open Cluj-Napoca 2015, Fnatic zajęło 5/8 miejsce.
12 listopada 2015 roku nastąpiły zmiany we Fnatic. Markus „pronax” Wallsten opuścił drużynę, a zastąpił go Dennis „dennis” Edman. Po tej zmianie Fnatic sięgnęło po triumf na DreamHack Winter 2015, Fragbite Masters Season 5 i finałach 2 sezonu ESL ESEA Pro League.
Olofmeister został uznany najlepszym graczem CS:GO 2015 roku według serwisu HLTV.

### 2016
W styczniu Olof wraz ze swoją drużyną wygrał SLTV StarSeries XIV, pokonując Natus Vincere. 5 marca Fnatic wygrało IEM Katowice World Championship 2016, pokonując w finale Luminosity Gaming 3-0. Na początku kwietnia Szwedzi zajęli 5/8 miejsce na MLG Major Championship Columbus. Niedługo potem, 8 kwietnia ogłoszono, że Olofmeister będzie miał przerwę od gry z powodu kontuzji ręki i został tymczasowo zastąpiony przez Niclasa „PlesseNa” Plessena.

### 2017-2020
20 sierpnia 2017 roku Olofmeister dołączył do FaZe Clan, kończąc trzyletnią przygodę z Fnatic. Od momentu dołączenia do FaZe wygrał 10 turniejów, w tym ESL One New York 2017, EPICENTER 2018 i BLAST Pro Series Copenhagen 2019. W 2018 roku Olofmeister wraz z kolegami doszli do wielkiego finału ELEAGUE Major: Boston, gdzie zostali pokonani przez Cloud9.

### 2021
14 lutego 2021 roku Olofmeister opuścił szeregi Faze Clanu.

## Wyróżnienia indywidualne
- Został uznany 12. najlepszym graczem CS:GO 2014 roku według HLTV[27].
- Został uznany najlepszym graczem CS:GO 2015 roku według HLTV[21].
- Został uznany 8. najlepszym graczem CS:GO 2016 roku według HLTV[28].
- Został uznany 19. najlepszym graczem CS:GO 2017 roku według HLTV[29].
- Jest on najbardziej utytułowanym graczem CS:GO, posiadającym największą liczbę trofeów zdobytych na ważnych turniejach. Ma on ich 25.
- Jest jednym z 6 graczy biorących udział we wszystkich turniejach rangi Major w CS:GO. Pozostałych 5 graczy to: Dev1ce, dupreeh, Xyp9x, Zeus i shox.
- Został uznany najlepszym graczem ESL One Katowice 2015[30].
- Został uznany najlepszym graczem DreamHack Open Summer 2015[31].
- Został uznany najlepszym graczem ESL ESEA Pro League Season 1[32].
- Został uznany najlepszym graczem FACIET League 2015 Stage 3 Finals[33].
- Został uznany najlepszym graczem StarLadder i-League StarSeries XIV[34].
- Został uznany najlepszym graczem IEM Katowice 2016[35].

## Osiągnięcia[26][36]
- 5/8 miejsce – DreamHack Winter 2013
- 3/4 miejsce – EMS One Katowice 2014
- 3/4 miejsce – Gfinity G3
- 2 miejsce – ESL One Cologne 2014
- 1 miejsce – StarLadder StarSeries X
- 3/4 miejsce – DreamHack Invitational II
- 1 miejsce – FACEIT League Season 2
- 1 miejsce – ESWC 2014
- 1 miejsce – Fragbite Masters Season 3
- 5/8 miejsce – DreamHack Winter 2014
- 1 miejsce – ESEA Season 17 Global Invite Division
- 1 miejsce – Clutch Con 2015
- 1 miejsce – Kings of Major
- 1 miejsce – ESL One Katowice 2015
- 2 miejsce – ESEA Season 18 Global Invite Divison
- 2 miejsce – PGL CS:GO Championship Series Kick-off Season
- 1 miejsce – DreamHack Open Tours 2015
- 1 miejsce – GFINITY Spring Masters 2
- 2 miejsce – Fragbite Masters Season 4
- 1 miejsce – DreamHack Open Summer 2015
- 1 miejsce – ESL ESEA Pro League Season 1 Europe
- 1 miejsce – ESL ESEA Pro League Season 1 Finals
- 1 miejsce – ESL One Cologne 2015
- 1 miejsce – Fragbite Masters Champions Showdown
- 2 miejsce – Gfinity Champion of Champions
- 5/8 miejsce – DreamHack Open Cluj-Napoca 2015
- 1 miejsce – FACEIT 2015 Stage 3 Finals
- 1 miejsce – Fragbite Masters Season 5
- 1 miejsce – ESL ESEA Pro League Season 2 Finals
- 1 miejsce – StarLadder i-League StarSeries XIV
- 1 miejsce – ESL Expo Barcelona
- 1 miejsce – Intel Extreme Masters X World Championship
- 5/8 miejsce – MLG Major Championship Columbus 2016
- 3/4 miejsce – Esports Championship Series Season 1 Finals
- 3/4 miejsce – ESL One Cologne 2016
- 2 miejsce – ELEAGUE Season 1
- 3/4 miejsce – ELEAGUE Major Atlanta 2017
- 2 miejsce – DreamHack Open Summer 2017
- 5/8 miejsce – PGL Major Kraków 2017
- 1 miejsce – ESL One New York 2017
- 1 miejsce – ELEAGUE Premier 2017
- 2 miejsce – Intel Extreme Masters XII Oakland
- 3 miejsce – BLAST Pro Series Copenhagen 2017
- 2 miejsce – ESL Pro League Season 6 Finals
- 1 miejsce – Esports Championship Series Season 4 Finals
- 2 miejsce – ELEAGUE Major Boston 2018
- 2 miejsce – Intel Extreme Masters XII World Championship
- 3/4 miejsce – V4 Future Sports Festival Budapest 2018
- 5/8 miejsce – FACEIT Major London 2018
- 1 miejsce – EPICENTER 2018
- 3/4 miejsce – Intel Extreme Masters XIII Chicago
- 1 miejsce – ELEAGUE Invitational 2019
- 5/8 miejsce – Intel Extreme Masters XIII Katowice Major 2019
- 1 miejsce – BLAST Pro Series Miami 2019
- 3/4 miejsce – DreamHack Masters Dallas 2019
- 2 miejsce – BLAST Pro Series Los Angeles 2019
- 12/14 miejsce – StarLadder Major Berlin 2019
- 1 miejsce – BLAST Pro Series Copenhagen 2019
- 3/4 miejsce – Intel Extreme Masters XIV Beijing
- 4 miejsce – BLAST Pro Series Global Final 2019
- 1/3 miejsce – BLAST Premier Spring 2020 Regular Season
- 7/8 miejsce – IEM Katowice 2020